# NordPass
NordPass ist ein proprietärer Passwort-Manager, der 2019 auf den Markt kam. Er soll Nutzern die Organisation ihrer Passwörter und die sichere Aufbewahrung von Notizen erleichtern, indem diese an einem Ort abgelegt werden – einem verschlüsselten Passworttresor. Dieser Dienst wird sowohl kostenfrei als auch als Bezahlabo angeboten, wobei die Gratisversion einen Großteil der in der Premium-Version enthaltenen Funktionen, wie z. B. die Anmeldung mehrerer Geräte gleichzeitig, vermissen lässt.
NordPass ist eine plattformübergreifende Anwendung, die auf Windows, macOS, Linux, Android und iOS zur Verfügung steht. Sie bietet Browsererweiterungen für Google Chrome, Mozilla Firefox, Microsoft Edge, Brave, Opera und Safari.

## Verlauf
NordPass wurde vom selben Team für Cybersicherheit entwickelt, das auch für NordVPN verantwortlich war, einen VPN- Anbieter.

## Sicherheitsfunktionen
- NordPass greift auf den ChaCha20 Verschlüsselungs-Algorithmus, genauer gesagt die XChaCha-Variante zurück.[8]
- NordPass basiert auf einer Zero-Knowledge-Architektur, was bedeutet, dass sämtliche auf dem Nutzergerät gespeicherten Passwörter verschlüsselt und erst dann in die Cloud hochgeladen werden. Dadurch ist es NordPass nicht möglich, Nutzerpasswörter einzusehen, zu bearbeiten oder anderweitig zu nutzen[9]
- Ein verschlüsselter Tresor fungiert wie ein digitaler Safe, in dem Nutzer ihre Anmeldedaten, Notizen und Kreditkarten-Daten sicher speichern können.[10]
- Anhand des Master-Passworts lässt sich der verschlüsselte Tresor entsperren. Das Master-Passwort schützt die Passwörter der Nutzer, für dessen Sicherheit jedoch der Nutzer selbst verantwortlich ist.[11]
- NordPass verfügt über eine Zwei-Faktor-Authentifizierung (2FA). Verschiedene Authentifizierungs-Apps werden unterstützt, darunter Google Authenticator, Duo, und Authy.[12]
- In der neusten Version unterstützt NordPass FIDO U2F. So arbeitet der Dienst jetzt mit YubiKey sowie anderen Drittanbieter-Sicherheitsschlüsseln.[13] Dieser Schutz wurde jedoch in den Anmeldevorgang anstatt in die App selber integriert, was als Schwachstelle gesehen werden kann.
- NordPass stellt seinen Nutzern eine sichere Funktion zum Teilen von Passwörtern bereit, die eine geschützte Passwortweitergabe zwischen diesen ermöglicht[14]
- NordPass ist in der Lage, auf geleakte Passwörter aus Datenpannen zu prüfen.[15]
- NordPass kann schwache, bereits verwendete oder alte Passwörter identifizieren und kategorisiert diese in schwach, bereits verwendet und alt.[16]

Ein unabhängiges Unternehmen für IT-Sicherheit, Cure53, hat im Februar 2020 ein Audit durchgeführt und NordPass ein gutes Sicherheitsniveau bescheinigt.
NordPass hat seinen Hauptsitz in den USA.

## Rezeption
Als NordPass 2019 auf den Markt kam, waren Kritiker geteilter Meinung. Einige Bewertungsportale bemängelten das Fehlen bestimmter Funktionen. PC Mag bemerkte beispielsweise, dass der Passwort-Manager „nur wenige fortschrittliche Funktionen, wie automatisches Ausfüllen, Ordner, Sicherheitsüberwachung oder 2FA-Schlüssel-Support“ biete.
Mit der Weiterentwicklung der Lösung und ihrer Funktionen hat NordPass jedoch immer mehr positive Resonanz sowohl von Nutzern als auch von Kritikern erhalten. So wurde NordPass auf führenden Tech-Websites wie Wired, Forbes, Business Insider oder TechRadar besprochen.
Tech.co lobte NordPass in seiner Rezension von 2023 als „funktionalen Passwort-Manager mit ansprechendem Design“ und „überzeugenden Zusatzfunktionen wie dem Datenleck-Scanner“. Die Bewertung wurde jedoch aufgrund einiger Nachteile der NordPass-App herabgestuft, wie z. B. der fehlenden Möglichkeit, Kontopasswörter in der App selbst zu ändern, oder dem Fehlen von Funktionen wie einem Sicherheitsschalter.
Im Januar 2024 kürte TechRadar NordPass zum „besten kostenlosen Passwort-Manager des Jahres 2024“. Die Rezensenten lobten NordPass für seine „herausragenden Sicherheitsfunktionen“ und beschrieben die Nutzererfahrung als „einfachen und sehr nutzerfreundlichen Prozess“. Gleichzeitig bemängelten die TechRadar-Redakteure, dass NordPass in seiner kostenlosen Version keine Einstellungen für die Verwaltung von Teams bietet.
TechRadar hat NordPass Business darüber hinaus als die zweitbeste Authentifizierungs-App des Jahres 2024 eingestuft und als eine ausgezeichnete Wahl „für Unternehmen, die ein höheres Sicherheitsniveau anstreben“ bezeichnet.

### Auszeichnungen und Rankings
Verschiedene Nachrichten-Websites und Tech-Magazine haben NordPass in ihren Rankings der Top-Passwort-Manager auf dem Markt aufgeführt. Dazu gehören TechLapse (1. Platz), Earthweb (1. Platz), Numerama (1. Platz), Money (1. Platz) und CBS News (3. Platz).
Im Jahr 2024 hat G2, eine bekannte Peer-to-Peer-Bewertungswebsite, NordPass in seinem Passwort-Manager-Quadrant-Bericht als führende Lösung eingestuft. NordPass Business erhielt eine Bewertung von 4,6 von 5 auf der Grundlage zahlreicher Kundenbewertungen auf G2.
NordPass hat mehrere renommierte Auszeichnungen erhalten, darunter „Am einfachsten einzurichtender Passwort-Manager 2020“ und „Einer der besten Password-Manager 2020“.